# 노키아 전화 시리즈
노키아의 전략적 명명법은 N시리즈 라인이 출시된 2005년으로 거슬러 올라간다. N시리즈 라인은 다양한 가격대에서 플래그십 사양과 프리미엄 하드웨어를 갖춘 장치를 제공한다. 이러한 장치는 회사의 "빵과 버터"로 간주되었으며 종종 최신 기술을 선보일 수 있는 위치에 있었다. 당시 스마트폰에 대한 새로운 소비자와 기업의 관심 덕분에 회사는 제품 포트폴리오를 다양화하고 대부분의 시장 부문에서 수요를 충족하기 위해 4개의 추가 컬렉션을 출시했다. 이 새로운 전화 시리즈는 중소기업 및 기업 고객을 대상으로 E시리즈로 명명되었다. 소비자급 멀티미디어 중심 장치를 제공하는 X시리즈, 노키아가 저가형 및 중급형 시장 부문을 모두 대상으로 사용했던 C시리즈, 및 T시리즈(중국 시장 전용 장치용)도 존재한다.

## 노키아 N시리즈
노키아 N시리즈는 회사의 주력 포트폴리오 역할을 했던 멀티미디어 스마트폰 및 태블릿 제품군이었다. 가능한 한 많은 기능을 하나의 장치에 담으려는 사용자를 대상으로 했다.
- 노키아 N70
- 노키아 N71
- 노키아 N72
- 노키아 N73
- 노키아 N91
- 노키아 N95

## E시리즈 장치 목록
노키아 E시리즈(Executive의 약자)는 향상된 연결성과 기업 이메일 푸시 서비스 지원에 중점을 둔 비즈니스 지향 스마트폰으로 구성된다. 이 전화기는 기업 시장용이다.
목록에는 이전에 시리즈의 일부로 포함될 예정이었으나 노키아의 번호 전용 이름 변경으로 인해 폐기되거나 이름이 변경된 예정된 장치 또는 기타 장치도 포함될 수 있다. 시리즈에 포함된 전화기는 다음과 같다.
- 노키아 E50
- 노키아 E51
- 노키아 E52
- 노키아 E55
- 노키아 E60
- 노키아 E61
- 노키아 E61i
- 노키아 E62
- 노키아 E63
- 노키아 E65
- 노키아 E66
- 노키아 E70
- 노키아 E71
- 노키아 E71x
- 노키아 E72
- 노키아 E72i
- 노키아 E73
- 노키아 E73 모드
- 노키아 E75
- 노키아 E90
- 노키아 E5
- 노키아 E6
- 노키아 E7

## X시리즈 장치 목록
노키아 X시리즈(Xpress의 약자)는 젊은 사용자에게 더 적합하다. 라인에 포함된 대부분의 전화기는 특수 전용 키, 내장 스토리지 및 기타 시설을 갖춘 소셜 엔터테인먼트 및 음악에 초점을 맞춘 기능을 포함하는 피처폰 및 스마트폰이다. 노키아 익스프레스뮤직(XpressMusic) 브랜드의 휴대폰을 계승했다.
목록에는 이전에 시리즈의 일부로 포함될 예정이었으나 노키아의 번호 전용 이름 변경으로 인해 폐기되거나 이름이 변경된 예정된 장치 또는 기타 장치도 포함될 수 있다. 시리즈에 포함된 전화기는 다음과 같다.
- 노키아 X1
- 노키아 X1-01
- 노키아 X2
- 노키아 X2-01
- 노키아 X2-03
- 노키아 X2-05
- 노키아 X3
- 노키아 X3-01
- 노키아 X3-02
- 노키아 X5
- 노키아 X5-01
- 노키아 X6
- 노키아 X7
- 노키아 X500
- 노키아 X600

## C시리즈 장치 목록
노키아 C시리즈(Core의 약자)는 노키아가 "핵심" 제품군이라고 부르는 제품으로, 다양한 시장에 저가형부터 고급형까지 다양한 휴대폰을 제공한다.
목록에는 이전에 시리즈의 일부로 포함될 예정이었으나 노키아의 번호 전용 이름 변경으로 인해 폐기되거나 이름이 변경된 예정된 장치 또는 기타 장치도 포함될 수 있다. 시리즈에 포함된 전화기는 다음과 같다.
- 노키아 C1-00
- 노키아 C1-01
- 노키아 C1-02
- 노키아 C1-03
- 노키아 C2
- 노키아 C2-01
- 노키아 C2-02
- 노키아 C2-03
- 노키아 C2-05
- 노키아 C2-06
- 노키아 C3
- 노키아 C3-01
- 노키아 C310i
- 노키아 C5 (5 MP)
- 노키아 C5-01
- 노키아 C5-02
- 노키아 C5-03
- 노키아 C5-04
- 노키아 C5-05
- 노키아 C5-06
- 노키아 C5-08
- 노키아 C6
- 노키아 C6-01
- 노키아 C7
- 노키아 C7 어스타운드
- 노키아 C7 오로
- 노키아 C100
- 노키아 C603
- 노키아 C700
- 노키아 C701
- 노키아 C1000
- 노키아 C1010

## Z시리즈 장치 목록
노키아 Z시리즈(Zuper의 약자)는 노키아의 MeeGo 태블릿 시리즈로 추정된다. 원래 2010년과 2011년 초에 출시될 예정이었던 태블릿은 알 수 없는 이유로 취소되었다. 2010년 11월 Ovi 스토어에서는 제품명만 공개되었다.
목록에는 이전에 시리즈의 일부로 포함될 예정이었으나 노키아의 번호 전용 이름 변경으로 인해 폐기되거나 이름이 변경된 예정된 장치 또는 기타 장치도 포함될 수 있다. 시리즈에 포함된 태블릿은 다음과 같다.
- 노키아 Z500

## T시리즈 장치 목록
노키아 T시리즈(Time의 약자)는 대부분의 기술과 웹 기능이 비활성화되거나 국가의 독점 발명으로 대체되는 중국에서 제공되는 서비스를 제공하기 위해 만들어진 중국 전용 휴대폰 제품군이다. 예를 들어, 이 시리즈에서 제공되는 대부분의 전화기에는 해당 시장에서 지배적인 TD-SCDMA 및 EV-DO 네트워크가 포함된다. 이 라인은 2011년 6월 13일 노키아 컨버세이션(Conversations) 블로그의 중국어 버전에서 공개되었다.
목록에는 곧 출시될 장치도 포함될 수 있다. 시리즈에 포함된 전화기는 다음과 같다.
- 노키아 T7
- 노키아 T702

## A시리즈 장치 목록
노키아 A시리즈(희망을 의미하는 Asha의 약자)는 노키아 월드 2011에서 노키아가 선보인 피처폰 제품군이다. 이 시리즈의 휴대폰은 개발도상국 시장을 위한 것이며 더 젊은 사용자를 위한 메시징 및 연결용 제품이다.
목록에는 곧 출시될 장치도 포함될 수 있다. 시리즈에 포함된 전화기는 다음과 같다.
- 노키아 A200
- 노키아 A201
- 노키아 A300
- 노키아 A303
- 노키아 A2000
- 노키아 A2010
- 노키아 A3000
- 노키아 A3030

## L시리즈 장치 목록
노키아 L시리즈(빛을 뜻하는 루미아(Lumia)의 약자)는 원래 노키아가 만든 스마트폰 시리즈로, 윈도우 폰 운영체제를 사용했으며, 노키아 월드 2011에서 공식 공개됐다. 이는 그해 2월 독점 파트너십을 통해 탄생했다. 이를 통해 노키아는 마이크로소프트의 모바일 운영 체제를 사용하고 수정할 수 있다. 이러한 장치에는 다양한 노키아 독점 서비스가 함께 제공된다.
마이크로소프트는 2014년 4월 노키아의 장치 및 서비스 부문을 인수한 이후 루미아 시리즈는 마이크로소프트의 자회사인 마이크로소프트 모바일에서 독점적으로 제조되었으며 처음에는 노키아 브랜드를 유지했지만 나중에는 마이크로소프트 브랜드를 선호하게 되었다.